# Gefleckter Seewolf
Der Gefleckte Seewolf (Anarhichas minor) ist ein Meeresfisch, der im nördlichen Atlantik entlang der Küste Norwegens, in der Barentssee, bei den Färöern, Island, an der Küste des südlichen Grönland und im westlichen Atlantik von Labrador über Neufundland bis Massachusetts vorkommt. Er erreicht eine Länge von etwa 1,5 bis 1,8 Metern.

## Merkmale
Kennzeichnend für die Art sind eine Vielzahl dunkler, unregelmäßiger Flecken auf der Rückenflosse und dem langgestreckten Körper. Der Gefleckte Seewolf ist meist von graugrüner oder graubrauner Farbe.

## Lebensweise
Der Gefleckte Seewolf lebt auf Weichböden in Tiefen von 25 bis 600 Metern. Er ernährt sich vor allem von hartschaligen Wirbellosen wie Muscheln, Seeigeln und Krebsen.

## Nutzung

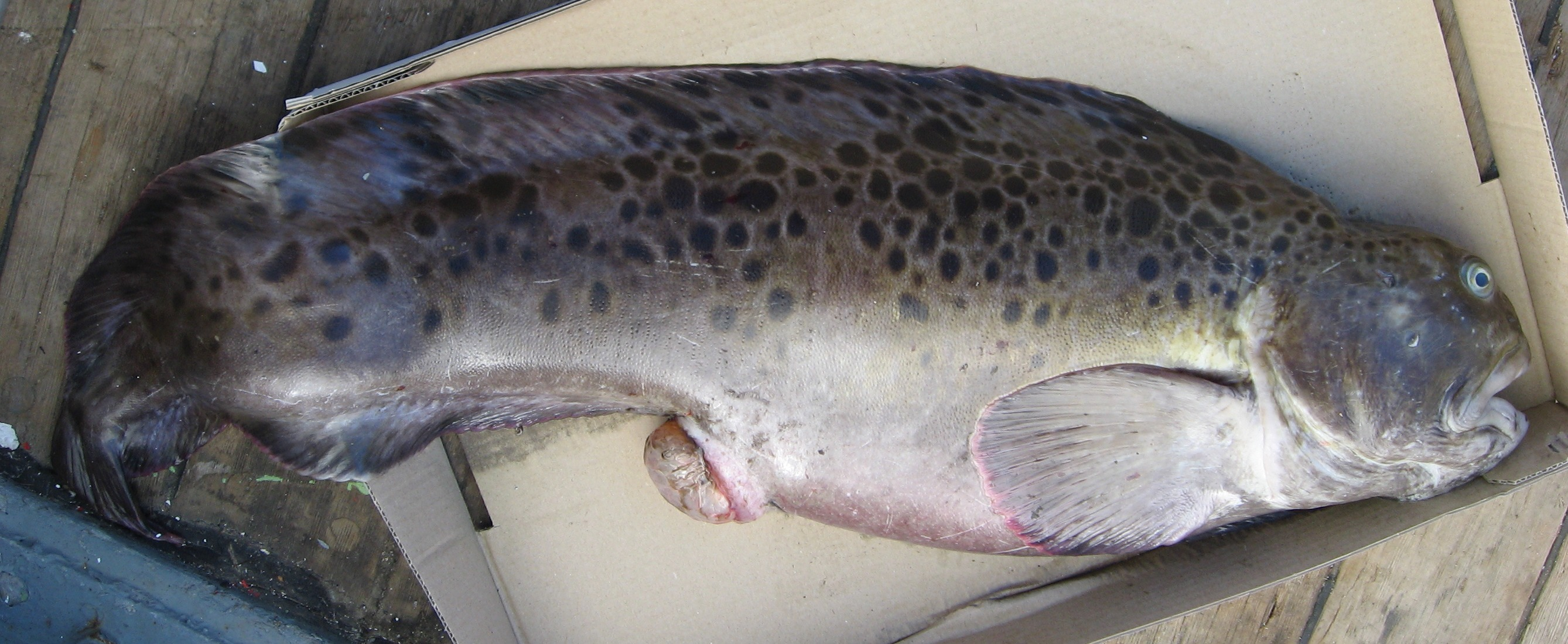
Frisch gefangener Gefleckter Seewolf

Der Gefleckte Seewolf ist in Europa ein begehrter Speisefisch. Er stammt aus den kalten Meeren der nördlichen Halbkugel und wird nur als Beifang gefischt, so dass er nicht zu bestimmten Jahreszeiten angeboten wird. Die Fischer gehen vorsichtig mit ihm um, da er noch lange nach der Landung wild um sich beißen kann. Er gilt als überfischt. Aus seiner Haut kann Leder hergestellt werden.
Als ganzer (und ausgenommener) Fisch wird er teils auch zum Grillen verwendet. Wegen des derben Aussehens wird der Fisch jedoch meist filetiert gehandelt, teils auch in Scheiben („Karbonadenfisch“). Die Filets oder Scheiben werden frisch oder eingefroren als Kat(t)fisch, Karbonadenfisch oder unter dem Handelsnamen „Steinbeißer“ vermarktet. Er hat jedoch nichts mit dem geschützten Süßwasserfisch Steinbeißer zu tun. Das relativ feste Fleisch eignet sich zum Braten, Pochieren und Dämpfen. Als Kochfisch harmoniert er gut mit klassischen Zutaten wie Senf(sauce) und Kartoffeln. In der Küchensprache wird er im deutschen Sprachraum manchmal auch als Lupo di mare bzw. Loup de mer bezeichnet.
Siehe auch: Gestreifter Seewolf (wird ebenfalls unter dem Handelsnamen „Steinbeißer“ vermarktet)